# Santiago (Lisboa)
Santiago é uma parte da cidade e antiga freguesia portuguesa do concelho de Lisboa, com 0,07 km² de área e 619 habitantes (2011). Densidade: 8 842,9 hab/km².
Era uma das 5 únicas freguesias de Portugal (todas pertencentes ao concelho de Lisboa) com menos de 10 hectares de extensão territorial.
Como consequência de uma reorganização administrativa, oficializada a 8 de novembro de 2012 e que entrou em vigor após as eleições autárquicas de 2013, foi determinada a extinção da freguesia, passando o seu território a integrar a nova freguesia de Santa Maria Maior.

## População
★ No censo de 1864 pertencia ao bairro de Alfama. Os seus limites foram fixados pelo decreto-lei nº 42.142, de 07/02/1959
	
(Nota: O censo de 1920 regista 2.970 "habitantes de facto")
| Nº de habitantes | Nº de habitantes | Nº de habitantes | Nº de habitantes | Nº de habitantes | Nº de habitantes | Nº de habitantes | Nº de habitantes | Nº de habitantes | Nº de habitantes | Nº de habitantes | Nº de habitantes | Nº de habitantes | Nº de habitantes | Nº de habitantes | Nº de habitantes |
| ---------------- | ---------------- | ---------------- | ---------------- | ---------------- | ---------------- | ---------------- | ---------------- | ---------------- | ---------------- | ---------------- | ---------------- | ---------------- | ---------------- | ---------------- | ---------------- |
| 1864             | 1878             | 1890             | 1900             | 1911             | 1920             | 1930             | 1940             | 1950             | 1960             | 1970             | 1981             | 1991             | 2001             | 2011             |                  |
| 1918             | 2578             | 2780             | 2955             | 3278             | 1689             | 3192             | 3328             | 2804             | 3175             | 2073             | 1962             | 1226             | 857              | 619              |                  |
|                  | +34%             | +8%              | +6%              | +11%             | -48%             | +89%             | +4%              | -16%             | +13%             | -35%             | -5%              | -38%             | -30%             | -28%             |                  |

|     | 0-14 anos | 15-24 anos | 25-64 anos | 65 e + anos |
| Hab | 68 \| 36  | 97 \| 42   | 421 \| 326 | 271 \| 215  |
| Var | -47%      | -57%       | -23%       | -21%        |

## Património
- Igreja de Santa Luzia (Lisboa) (sepulturas)
- Sede do Diário de Notícias
- Palácio Azurara ou Museu - Escola de Artes Decorativas da Fundação Ricardo Espírito Santo
- Palácio Belmonte ou Pátio de D. Fradique
- Igreja do Menino de Deus

## Arruamentos
A freguesia de Santiago continha 32 arruamentos. Eram eles:
| - Beco da Laje - Beco do Bugio - Beco do Funil - Beco do Maldonado - Calçada do Menino Deus - Escadinhas de São Crispim - Largo das Portas do Sol - Largo de Santa Luzia - Largo de São Martinho - Largo do Contador-Mor - Largo do Limoeiro - Largo do Menino Deus - Largo dos Lóios - Largo Rodrigues de Freitas - Pátio de Dom Fradique - Pátio do Carrasco | - Rua Bartolomeu de Gusmão - Rua da Saudade - Rua da Torre - Rua das Damas - Rua de São Mamede - Rua de São Tiago ou Rua de Santiago - Rua de São Tomé - Rua do Chão da Feira - Rua do Limoeiro - Rua do Milagre de Santo António - Rua dos Cegos - Travessa da Mata - Travessa de Santa Luzia - Travessa de São Bartolomeu - Travessa do Chão da Feira - Travessa do Funil |